# Cabrera d'Anoia
Cabrera d'Anoia és un municipi de la comarca de l'Anoia. Limita al nord-oest amb la Torre de Claramunt, al nord amb Capellades, al nord-est amb Vallbona d'Anoia i a l'est amb Piera. Al sud i l'oest limita amb la comarca de l'Alt Penedès, amb els municipis de Torrelavit, Sant Pere de Riudebitlles i Sant Quintí de Mediona. Durant la Segona República Espanyola el municipi fou denominat Cabrera del Penedès. El 4 de febrer de 2007 va deixar d'usar el nom de Cabrera d'Igualada i recuperà l'antic nom del municipi que fa referència a la comarca i a la conca del riu Anoia.
Cabrera, en la documentació antiga Kabraria (S. X), derivat de cabra en el sentit de ʻlloc on hi ha cabresʼ.
El terme comprèn el poble de Canaletes, cap de municipi, les urbanitzacions de Castell i de Can Ros, i els ravals i caserius d'Agulladolç, Cal Bóta, Can Feixes, Can Formiga, Can Fuster, Can Gallego, Can Piquer, la Guitza Nova, la Guitza Vella i el Mas Castells. Al nord s'alcen l'antic castell, que dona nom al municipi, i la seva església de Sant Salvador.
Des de la carretera de Capellades a Martorell, a l'indret del pont sobre el riu Anoia, més avall del Capelló, surt el ramal que comunica amb la zona del castell. Des de la carretera comarcal C-15 d'Igualada a Sitges, més enllà de la font del Bosc, en surt un altre que porta a Canaletes, al qual també s'accedeix des de la banda oposada, des de Sant Jaume Sesoliveres, a partir de la carretera de Piera a Sant Sadurní d'Anoia.
El 76,48% de la superfície de Cabrera d'Anoia forma part de la regió natural protegida de les Valls de l'Anoia, essent el municipi amb major percentatge de superfície protegida dins d'aquest àmbit, amb un abastament que supera les tres quartes parts del seu terme.

## Història
El primer senyor del castell de Cabrera, el 1051, fou el bisbe i vescomte Guislabert de Barcelona, i passà a continuació al comtat barceloní. El 1273 Asbert de Mediona donà a Jaume I el castell d'Altea en canvi del castell i la seva possessió li fou confirmada el 1277 per Pere II. Els seus successors, el 1348, transferiren el domini a Pere de Tous i el seu primogènit, Bernat de Tous, el 1396, el va cedir al canonge barceloní Guillem Jofre, el qual, el 1413, en va fer venda als nobles de Cardona. Entre 1463 i mitjan segle xvi va pertànyer a la família dels Camporrells. El 1586 la jurisdicció senyorial era de la família dels Foixà, que la mantingué fins a l'extinció de les senyories. Formà part de la baronia de Cabrera el veí lloc de Vallbona, i els Foixà foren també senyors de Vilanova d'Espoia.

## Geografia
- Llista de topònims de Cabrera d'Anoia (Orografia: muntanyes, serres, collades, indrets..; hidrografia: rius, fonts...; edificis: cases, masies, esglésies, etc).

## Població i economia
En el fogatjament de 1365-70 s'atribueixen 45 focs al terme i en del 1497 només 12. Durant el segle xvi la variació fou mínima, amb 14 famílies. Al segle xviii hi havia 136 h. Al segle xix hi hagué un ascens a 237 h el 1830 i se sobrepassaren els 300 h des del 1857 fins a la darreria de la centúria. El 1910 s'arribà a 405 h, que es mantingueren poc més o menys fins que el 1950 pujaren a 415 h, que ha estat la màxima de població. El 1960 (336 h) s'inicià una davallada, que fou més forta en la dècada del 1970 (169 h el 1970 i 121 h el 1975). En el cens del 1981 s'apreciava una certa recuperació demogràfica, amb 139 h, que va seguir en els anys noranta, com s'apreciava en el cens del 1991, amb 216 h, i en el padró del 1996, on constaven 341 h. El 2001 la població augmentà a 658 h i a 944 h el 2005.
A causa del caràcter accidentat del terme, l'agricultura disposa de poques terres de conreu. La vegetació natural ocupa al voltant del 80% del territori i s'hi troben associats els pins pinyers i els blancs, les alzines, els roures i el matollar mediterrani. Els conreus de cereals, més propis de l'Anoia, han estat desplaçats per la vinya, un fet que ha afavorit l'establiment d'indústria d'elaboració de vi i cava al municipi. Altres conreus representatius són l'olivera i els ametllers; el regadiu es fa en zones molt reduïdes. Les activitats ramaderes no són representatives de l'economia del municipi.
Els molins a la vora de l'Anoia són documentats des del segle xi. El molí de Cal Bóta fou inicialment fariner i després bataner. La rierada del 1842 el va destruir. La nova edificació fou destinada a filatures de cotó i un incendi el 1870 l'anorreà. El molí de Castellet fou inicialment fariner i després draper. La rierada del 1740 se'l va emportar. Reconstruït, des del 1794 fins al 1890 fou paperer. El molí de Sant Miquel, a prop del Mas de la Cucalera, fou, al principi, fariner i, després, paperer. Al costat del molí de Castellet, al principi del segle xx, les dependències de Ca la Fou es convertiren en la Colònia tèxtil Marçal, de filatures i teixits de cotó, fins al 1975. Posteriorment es dedicà a estampats i confeccions.

## Demografia
| Entitat de població   | Habitants (2023) |
| Can Ros               | 945              |
| el Castell de Cabrera | 563              |
| Canaletes             | 111              |
| Cal Bota              | 20               |
| Can Feixes            | 10               |
| Can Gallego           | 10               |
| la Guitza Nova        | 4                |
| Agullàdols            | 2                |
| Can Formiga           | 0                |
| Mas Castells          | 0                |
| Can Piquer            | 0                |
| Can Fuster            | 0                |
| la Guitza Vella       | 0                |
| Ca la Fou             | 0                |
| Font: Idescat         |                  |

| 1497 f | 1515 f | 1553 f | 1717 | 1787 | 1857 | 1877 | 1887 | 1900 | 1910 |
| ------ | ------ | ------ | ---- | ---- | ---- | ---- | ---- | ---- | ---- |
| 12     | 14     | 14     | 116  | 136  | 338  | 314  | 373  | 328  | 405  |

| 1920 | 1930 | 1940 | 1950 | 1960 | 1970 | 1981 | 1990 | 1992 | 1994 |
| ---- | ---- | ---- | ---- | ---- | ---- | ---- | ---- | ---- | ---- |
| 388  | 397  | 337  | 415  | 336  | 169  | 139  | 269  | 269  | 269  |

| 1996 | 1998 | 2000 | 2002 | 2004 | 2006 | 2008 | 2010 | 2012 | 2014  |
| ---- | ---- | ---- | ---- | ---- | ---- | ---- | ---- | ---- | ----- |
| 341  | 384  | 528  | 649  | 818  | 1059 | 1274 | 1343 | -    | 1.363 |

| 2016  | 2018  | 2020  | 2022  | 2024  | 2026 | 2028 | 2030 | 2032 | 2034 |
| ----- | ----- | ----- | ----- | ----- | ---- | ---- | ---- | ---- | ---- |
| 1.351 | 1.376 | 1.482 | 1.606 | 1.709 | -    | -    | -    | -    | -    |

## Entitats de Població

### Canaletes
És el cap de municipi, al sector sud-oest del terme, que es formà a partir del segle xviii i que al seu temps es divideix en dos nuclis, anomenats el Mas de Canaletes i el Raval. Canaletes celebra les festes tradicionals pel gener (festa petita) i per l'agost (festa major). El ball pla de Cabrera té una versió pròpia de la contrada, tant de melodia com de coreografia.
Al sector de Canaletes, vers el límit amb Mediona, hom troba la caseria d'Agulladolç, on el 2005 constaven 4 h empadronats.

### el Castell de Cabrera
El Castell de Cabrera és una urbanització pertanyent al municipi de Cabrera d'Anoia.
Segons dades d'IDESCAT, l'any 2013 tenia 410 habitants, un 30,6% de la població total del municipi (1.338 habitants). És la segona entitat de població amb més habitants del municipi, després de la urbanització de Can Ros.
Està situada al nord del municipi, dins la Serralada Prelitoral, entre 300 i 400 metres sobre el nivell del mar, al marge dret del Riu Anoia, al cim de l'extrem sud del Congost de Capellades, limitant així amb La Torre de Claramunt, Capellades, i Vallbona d'Anoia.
Degut a la seva proximitat, els veïns del Castell de Cabrera tenen major contacte amb Capellades, que no pas amb el poble i entitat de població principal del municipi, Canaletes.
Aquesta urbanització resta dividida en dos barris separats degut a la seva orografia boscosa i de muntanya: la Fase 1, que està enclavada entre el Pic de l'Àguila (Cabrera d'Anoia) (403 m) i el Torrent de l'Àngel; i la Fase 2, situada a l'antic Pla de les Oliveres.
Disposa de diversos equipaments com un camp de futbol, dos parcs infantils, una piscina olímpica (ja en desús), un restaurant (en desús també), dos bars, una botiga de queviures, un local social, etc. Hi ha l'Associació de Veïns del Castell de Cabrera.
el Castell de Cabrera compta amb diversos atractius d'interès cultural i històric com el Castell de Cabrera (Anoia), datat del segle x, l'església de Sant Salvador, els antics forns de l'època medieval, les Coves i Avencs del Mamut, i les restes de la Creu de Terme o Creu Trencada. El cementiri de Cabrera d'Anoia se situa a la Fase 1 de la urbanització.

### Can Ros
Originalment anomenada Pinedes Sant Jaume de Ros dels Abegots i Mas de Ros o Can Ros. Durant la Guerra Civil es va desenvolupar al seu Turó més alt zona del dipòsit municipal d'aigües (quarta zona), una de les batalles claus, la batalla del Coll d'Ares (350 metres), on des de les seves trinxeres i nius de metralladores s'intentava frenar l'avenç de l'exèrcit feixista cap a l'Alt Penedès i Baix Llobregat. Va ser probablement l'últim bastió del l'Exèrcit Republicà abans de l'entrada de les tropes franquistes per la Diagonal de Barcelona. Els més grans de la contrada, recorden que de petits pujaven de Sant Pere de Riudebitlles a buscar armament, objectes i dents d'or dels morts caiguts al camp de batalla, és per això que a Can Mascarell (finca rústega de cultiu que limita amb Can Ros), s'han trobat obusos, rifles Màuser, metralladores, infinitat de granades i altres estris de guerra. Cabrera, va ser durant la Guerra Civil Espanyola, seu i feu del Republicanisme i de l'Anarquisme.
Can Ros, és el nucli més gran del municipi, i l'entitat amb major població de Cabrera d'Anoia representa el 60% del total de la població. Al sud-est limita amb el nucli de Sant Pere de Riudebitlles i el municipi de Torrelavit (Alt Penedès), així com al nord-est voreja el terme municipal de Sant Jaume Sesoliveres (Piera)

### Ca la Fou
Al municipi hi ha l'antiga colònia de tèxtil Marçal, coneguda com a Ca la Fou, que el 2011 fou llogada per la Cooperativa Integral Catalana per convertir-la en una colònia amb habitatges i naus per a indústries ecològiques. Conserva restes de l'església de Sant Salvador de la Fou. Està situada al marge dret del Riu Anoia, a mitjan camí entre la urbanització de el Castell de Cabrera i Vallbona d'Anoia.

### Can Feixes
El raval o caseria de Can Feixes, amb 9 h el 2005, dit també Can Feixes de la Pineda, al nord de Canaletes, és centrat en l'antic Mas de la Pineda, anomenat Can Feixes. Es tracta d'un mas català típic, amb esgrafiats decoratius a la façana i a les porxades, fets l'any 1946 per Ferran Serra. La capella de Santa Eulàlia, edificada al segle xvi, era administrada per la família Freixes i serví els masos d'aquest veïnat fins al segle xviii, quan fou construïda una nova capella al costat del mas de Can Feixes, en substitució de l'anterior.

### Can Formiga
El veïnat de Can Formiga, al sud de Canaletes, és a prop del terme de Sant Pere de Riudebitlles, al costat de la urbanització de Can Ros (Cabrera d'Anoia).

## Llocs d'interès

### Castell antic de Cabrera
Situat al sector nord-est del municipi, a la dreta del Riu Anoia, a la urbanització de el Castell de Cabrera. El castell és situat dalt d'un turó estratègic per acomplir la vigilància de l'antic camí ral a l'indret del congost de Capellades. L'antiga fortalesa ja era enderrocada vers el 1550. Cap al final del segle xvii, aprofitant alguns murs de l'antiga edificació, la família dels Móra, que era en el terme des dels segles medievals i tenia la casa pairal a prop del castell.
La seva existència està documentada des de l'any 1055, quan pertanyia al bisbe Guisalbert, de Barcelona. Pocs anys després va passar a formar part del patrimoni comtal. Sabem que al segle xiii n'eren senyors els Mediona i, més tard, els Tous. A començament del segle xv n'eren propietaris els Cardona. A mitjans d'aquest segle va passar a mans dels Comporells, que el van posseir durant un segle, i cap al segle xvii als Móra. Aquests, sobre les restes del castell antic, hi van alçar una gran mansió senyorial.
Del castell antic, situat dalt d'un turó que domina el riu Anoia, només es conserven alguns llenços de la muralla que envoltava el castell. Estan fets amb carreus de pedra de mida mitjana, irregulars, excepte les sageteres, fetes amb carreus més grans i ben escairats.
En una bona part és de construcció romànica encara que modificada; orientada de nord a sud, d'una nau amb volta de canó i arcs torals, té unes capelles afegides; el campanar és d'espadanya. A l'interior, a la capella del Sant Crist, hi ha les lloses sepulcrals de la família Móra (segles xviii-XIX). Aquesta família feu portar de Roma les relíquies de sant Justí, sant Benet, santa Felicíssima i santa Tranquil·lina i des del 1736 se celebrava la important festa dels Sants Màrtirs, que es convertí en l'aplec comarcal del diumenge de Pasqüetes.
En l'actualitat forma part de la xarxa "Anoia, Terra de Castells", iniciativa promoguda per Anoia Turisme (Departament de Turisme del Consell Comarcal de l'Anoia), en la qual es vol donar a conèixer un dels majors atractius de la comarca, els seus múltiples castells medievals. Concretament forma part de la Ruta 2: "A l'ombra del rei Jaume I. De les lluites internes a la conquesta de nous territoris". Es tracta d'un itinerari que connecta tots els castells situats a l'est i sud-est de l'Anoia.

### Capella de Sant Salvador
És l'església de l'antic castell de Cabrera. Està adossada al casal dels Móra i és d'origen romànic. Està documentada des de l'any 1062, quan Miró Guilabert va fer donació del castell a la comtessa Almodis. Consta d'una nau única coberta amb volta de canó reforçada amb arcs torals. El portal és format per dos arcs de punt rodó amb motllures en degradació. Ha sofert nombroses modificacions al llarg dels segles. A l'absis es va descobrir restes de pintura gòtica (segles xiii i xiv) i les capelles laterals van ser afegides el segle xviii. Fa funcions de parroquial del municipi de Cabrera.

### Casal dels Móra
Aprofitant les pedres de l'antic castell de Cabrera, els seus propietaris, els Móra, van construir al mateix indret un casal senyorial, cap al segle xvii. Està format per dos cossos adossats, amb un pati al davant. Té un portal adovellat de punt rodó i algunes finestres motllurades, amb incisió conopial i espitllera sota l'ampit. L'altre cos té una galeria d'arcs de mig punt entre columnes toscanes.
La Casa dels Móra ha perdurat i conserva un portal amb l'escut dels Cardona. Ha estat utilitzada posteriorment com a casa de colònies.
El castell tenia annexa la capella de Sant Salvador de Cabrera.

### Can Feixes
El mas està situat entre camps de vinyes, a tocar del terme de Mediona. Es troba documentat des de l'any 1400, quan era conegut com a mas de la Pineda. La família Feixes s'hi va mantenir fins als inicis del segle xx. Després va passar a la família Huguet la qual, en l'actualitat, continua amb l'explotació la finca, dedicada a l'elaboració de vins i caves. El conjunt està format per diversos edificis de diferent èpoques: el cos més antic, amb un bell portal adovellat que té un escut a la clau, i algunes finestres antigues emmarcades amb pedra, un celler d'arcs apuntats, i diversos cossos alçats per Benet Feixes al llarg del segle xix, un dels quals duu la data de 1875. L'any 1945 Ferran Serra i Sala va decorar les façanes amb esgrafiats al·lusius als treballs de la vinya i el vi. Dins el conjunt hi ha també la capella de Santa Eulàlia, bastida el 1878.

### Capella de Santa Eulàlia
Dins el clos de can Feixes hi ha la capella de Santa Eulàlia. És un edifici senzill construït l'any 1878 segons consta a la llinda de la porta. Aquesta és de punt rodó, emmarcada amb pedra, i duu les inicials BF, de Benet Feixes, aleshores propietari de la finca. Al mur que dona a l'exterior de la casa s'alça un petit campanar d'espadanya.

### Sant Miquel i les Masies
L'antiga quadra de Sant Miquel, que comprenia terres dels termes de Cabrera i de Piera, fou de la jurisdicció dels senyors de la, durant el segle xvi. Al segle xvii en foren beneficiaris els preveres de la comunitat d'Igualada. Al segle xvii era propietat de la família Torres, de Piera. L'església de Sant Miquel és situada a la dreta de l'Anoia, a prop de la població del Badorc. Va pertànyer al monestir de Sant Cugat del Vallès entre els segles XI i XVI. Fins al 1581 fou sufragània de Vallbona i després de Cabrera.
Subsisteixen una sèrie de cases de pagès, algunes de les quals documentades des dels segles xiv i xv, com el Mas de la Guitza, el Mas de les Fenoses, el Mas Martorell, el Mas de la Guilera, el Mas de la Bleda, el Mas dels Babots o Cal Ros dels Abegots, Can Torrents, Can Canals, Can Codony, la Guixereta, Can Planes, Can Sègol, els Costats, Mas Castells, i Can Fuster. El Mas dels Clavers o Can Gallego centra la caseria del mateix nom, amb 10 h el 2005. El 1991, el pi de Can Gallego va ser declarat arbre monumental.

### Ca la Fou
La colònia de Ca la Fou va ser construïda a finals del segle xix per Joan Viver i la seva dona Dolors Marçal, qui van projectar una fàbrica de filats i la seva pròpia residència. Anteriorment havia estat un molí de farina. Durant la primera meitat del segle xx fou l'única colònia industrial de tota la comarca de l'Anoia, fins que va tancar el 1955. Era coneguda com la colònia Marçal. Des de la colònia es pot accedir a un molí paperer.

### Molí de Ca la Fou
Originalment hi hagué en aquest indret un molí fariner i després draper conegut com a molí de Castellet, documentat des de l'any 1513. Destruït per una riuada el 1740, va ser reconstruït el 1794 i fins al 1890 va ser molí paperer. Cap a aquella època va ser adquirit per Joan Viver i Dolors Marçal que van bastir al seu costat una colònia tèxtil.

### Torrent de la Bleda: Salt de la Mala Dona i Salt del Cargol

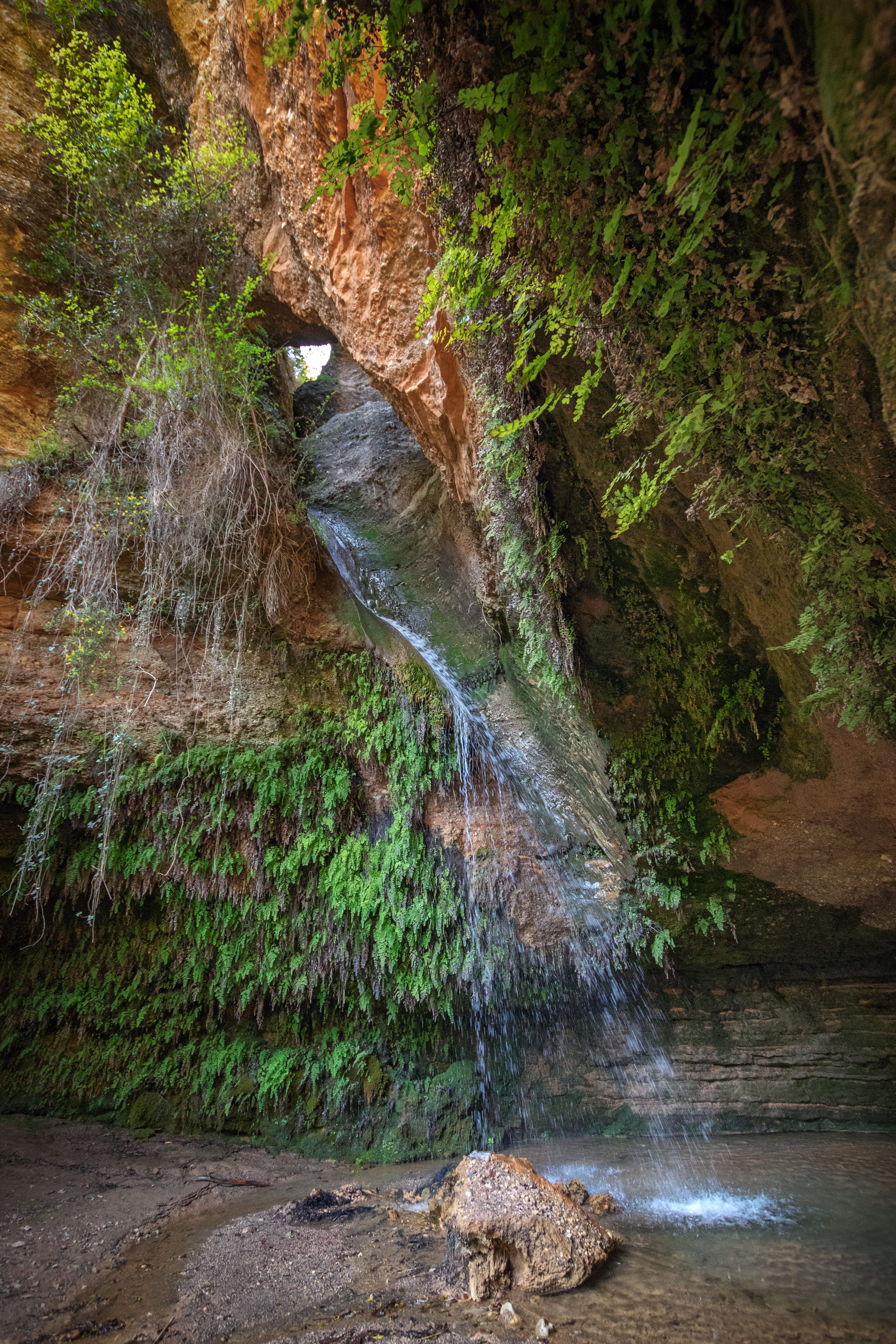
Salt dels Cargols.

El torrent de la Bleda és una riera que va des de Canaletes fins al Bedorc (Piera). És un indret ombrívol i humit que segons els tècnics, és molt apropiat per a persones que s'inicien en l'esport del descens de barrancs. El descens s'inicia al Salt de la Mala Dona, d'uns 15 metres, i que dona directament a un toll. Després de transitar prop de 2 km entre una espessa vegetació s'arribarà al Salt del Cargol, un engorjat de 35 metres de desnivell aproximadament excavat en conglomerat; a l'inici hi ha un tobogan de 8 m, després un toll i dos ressalts, un altre gorg i un darrer salt d'uns 10 metres. que ens deixarà en un petit amfiteatre natural totalment envaït per la vegetació, on conflueix un altre torrent per la nostra esquerra. Més avall, a uns 500 m hi ha una petita esplanada apta per acampar i un corriol a mà dreta per tornar a la part superior del Salt del Cargol.
El torrent pren el nom de la masia homònima que hi ha a prop. En canvi, el nom dels salts es corresponen a les seves característiques. De fet les denominacions populars generalment identifiquen la realitat propera amb d'altres de més genèriques.
És imprescindible efectuar la visita acompanyats d'especialistes en el món del barranquisme, que compleixin a més la legislació vigent en aquest tipus d'esport d'aventura. Es recomana precaució i respecte a l'entorn natural.

### La Creu Trencada
Creu monumental del segle xiii-XV, situada a la urbanització del Castell de Cabrera.
A la vora de l'antic camí empedrat que duu al castell es conserva el basament i el fust d'una creu de terme gòtica, probablement del segle xiv, que degué ser mutilada amb els aldarulls de l'any 1936. Afortunadament, es conserven algunes fotografies antigues que ens recorden el seu aspecte original.

### Cal Bota
Edifici de grans proporcions situat a tocar del riu Anoia. En origen va ser un molí fariner, posteriorment una fàbrica de mantes i encara més tard una fàbrica de filats que va subsistir fins al 1956. Té planta rectangular i està cobert amb teulada a dos aiguavessos. L'edifici original va ser esfondrat per una rierada l'any 1842. Un cop reconstruït va patir un incendi el 1870 i es va tornar a refer, sempre aprofitant estructures de segles anteriors.

### Cementiri
Es tracta d'un recinte de planta rectangular amb quatre blocs de nínxols construïts i un dipòsit. L'any 2009 amidava 300 m² i presentava una saturació del 95% però s'ha fet una ampliació recentment i ha passat a tenir 450 m². Està situat a pocs metres del castell de Cabrera, a la urbanització de nom homònim.
La portada d'entrada, de ferro, està coronada per una decoració amb l'any de construcció: 1888. A l'interior del recinte vell hi destaquen alguns nínxols antics.
Mossèn Joan Avinyó, prevere i rector de la parròquia de Sant Salvador de Cabrera a principis del segle xx, va deixar escrita una monografia (vegeu-ne la referència al final d'aquesta entrada) sobre Cabrera i sobre Vallbona d'Anoia. En aquesta monografia s'inclouen tota una sèrie de detalls sobre la història de la zona i fa referència als cementiris. En concret, sobre el cementiri de Cabrera, Mn. Avinyó fa esment que l'any 1888 mossèn Joan Olià va fer construir el nou cementiri i que mossèn Rafel Casals va convertir l'antic cementiri de davant de l'església de Sant Salvador en un jardí.

### Coves i Avencs del Mamut
Aquest conjunt està format per una cavitat principal força gran i tot un conjunt de petits avencs, coves i diaclases perifèriques. Disposa d'un recorregut total de 537 metres i una profunditat de 25 metres, és una de les cavitats més importants del món excavades en travertí. La galeria principal és paral·lela a la falla exterior i la seva estructura interior és laberíntica degut a la gran quantitat de fractures del terreny.
A la part superior hi ha la cova coneguda com a Dakotes, d'escàs recorregut i de formació diferent a la del Mamut. L'entrada està situada en un espai rodó a cel obert que dona accés a una galeria oberta entre blocs que baixa fins a una altra sala d'uns 35 m². La galeria principal està estructurada en diferents nivells, en pisos sobreposats i esquerdes irregulars fins a arribar a un encreuament de quatre petites galeries, per una de les quals podem sortir a l'exterior.
Són unes de les cavitats més gran del món excavades en travertí, una roca sedimentària, anomenada localment com pedra tosca o pedra de turo. Geològicament procedeix de l'evaporació de surgències d'aigua riques en carbonat càlcic, tant en rius a les proximitats de cascades com a l'interior de grutes.

### Forns de Ceràmica Grisa Medieval
A redós de el Castell de Cabrera es localitzen unes balmes i uns forns medievals de ceràmica. En aquest espai s'ha localitzat un sector destinat a taller i un altre en el qual trobem els vint-i-sis forns fins avui en dia localitzats. L'indret disposa de tots els elements fonamentals per a una terrisseria artesanal: situació a peu d'un antic camí, matèria primera de primera qualitat per l'elaboració i per la cuita (argila, quars i llenya), espai molt adequat per construir uns forns (terrenys de granit). Les ceràmiques que es van produir en aquest centre entre els segles XII i XIV eren de les que denominem grises, ja que s'obtenien a partir del procediment de cuita reductora que donava lloc a peces amb multitud de tonalitats negres. S'han localitzat peces de gran varietat de terrissa de cuina que es podrien considerar d'ús habitual: olles de diverses mides, gibrells, paella, cassoles, tapadores, càntirs...

### Cova de la Font dels Capellans
Es tracta d'una curiosa balma, amb uns 25 m d'amplada, 4 m de fons i 9 m d'alçada, amb un bonic salt d'aigua. En aquesta balma s'acumulen importants dipòsits de tova calcària, on s'han format petites galeries que travessen la tova. Malgrat el seu petit desenvolupament, té racons de gran bellesa, amb un assortiment de “guineus” o arrels calcificades que formen unes vistoses formacions excèntriques. També trobem petits gours, pisolites i colades.

### El Pí de Can Gallego
Situat al bosc de Can Gallego, vora el mas de nom homònim, entre el nucli de Canaletes (Cabrera d'Anoia) i Sant Jaume Sesoliveres (Piera).
Es tracta d'un pi catalogat com arbre monumental. és un arbre de dimensions gegant que va morir fa molts anys degut a l'impacte d'un llamp. Actualment hi queden les restes del seu voluminós tronc que es troba al lloc com a testimoni de les proporcions cíclopees aconseguides gràcies a aquest.

### Salt dels Cups
Barranc excavat per les aigües torrencials que els gresos han ajudat a erosionar amb la combinació de les aigües fluvials. El pas del temps també ha col·laborat a la formació d'entrades covals.